# V
V (minuskuła: v) (fał) – dwudziesta druga litera alfabetu łacińskiego. W ortografii polskiej używana przy zapisywaniu części zapożyczeń z innych języków, a także jako symbol lub skrót oraz w tak nietypowych zastosowaniach jak tablice rejestracyjne pojazdów. W dawnym języku polskim stosowana była niekiedy do zapisywania samogłoski u. Litera ta występuje w etnolekcie słowińskim, przez niektórych językoznawców uważanym za dialekt języka polskiego.
Litera V oznacza zwykle spółgłoskę wargową [v], [ʋ] lub [f]. Nazwę tej litery w języku polskim wymawia się (z niemieckiego) fał, rzadziej spotyka się wymowę we.

## Inne reprezentacje litery V
| Sygnalizacja                            | Sygnalizacja       | Sygnalizacja | Język migowy | Język migowy | Język migowy | Alfabet Braille’a |
| flaga Międzynarodowego Kodu Sygnałowego | Alfabet semaforowy | Kod Morse’a  | francuski    | kanadyjski   | polski       | Alfabet Braille’a |
| --------------------------------------- | ------------------ | ------------ | ------------ | ------------ | ------------ | ----------------- |
|                                         |                    | Vⓘ           |              |              | i            |                   |